# Kurt Lauer
Kurt Lauer (ur. 27 lutego 1923, zm. ?) – niemiecki nazista, członek załogi obozu koncentracyjnego Ravensbrück.

## Życiorys
Urodził się w Dittweiler-Pfalz. W maju 1941 wstąpił do Waffen-SS, a w 1942 do NSDAP. Od 20 marca 1942 do końca kwietnia 1945 był strażnikiem przy bramie głównej obozu Ravensbrück. W szóstym procesie załogi Ravensbrück w 1948, został skazany przez brytyjski Trybunał Wojskowy na 15 lat pozbawienia wolności za znęcanie się nad więźniami obozu. Zwolniono go 7 maja 1955.